# Octobre 1798

## Événements
- 1er octobre, Pologne[1] : d’anciens Jacobins de Varsovie (Erazm Mycielski, Andrzej Horodyski, Józef Kalasanty Szaniawski), qui se réclament de Kosciuszko et de Hugo Kołłątaj, alors emprisonné en Autriche, fondent la Société des Républicains Polonais (Towarzystwo Republikanów Polskich), une société secrète qui prône une Constitution inspirée de celle de l’an III. Ils mènent une propagande idéologique et sont accusés de pratiquer l’espionnage au profit des français[2].

- 7 octobre : bataille de Sédiman.

- 12 octobre :
  - Mascate : convention signée entre le sultanat d’Oman et les Britanniques, qui lorsque Bonaparte débarque en Égypte, demandent au sultan de cesser toutes relations commerciales avec les Français et les Hollandais[3].
  - Bataille de Nicopolis.
  - Bataille de l'île de Toraigh.

- 12 et 23 octobre : prise de Cerigo et de Zante[4]. Premiers succès de la flotte russe en Méditerranée sous les ordres de l’amiral Ouchakov.

- 21 octobre :
  - révolte de la population du Caire contre l’occupation française[5].
  - Premier combat de Boom.
  - Combat de Saint-Nicolas.

- 22 octobre : deuxième combat de Boom.

- 22 au 24 octobre : combat de Malines.

- 23 octobre :
  - bataille de Nicopolis. La ville de Preveza (Épire) (possession française depuis le traité de Campo-Formio) est décimée par Ali Pacha de Janina[6].
  - Combat de Merchtem.
  - Combat de Zele.

- 23 au 26 octobre : premier combat de Diest.

- 24 au 27 octobre : combat d'Audenarde.

- 25 octobre : combat de Zonnebeke.

- 25 et 26 octobre : premier combat de Louvain.

- 26 octobre :
  - combat d'Alost.
  - Combat de Turnhout.

- 26 et 27 octobre : combat d'Amblève.

- 27 octobre : combat de Leupegem.

- 28 octobre :
  - combat de Leuze.
  - Deuxième combat de Louvain.

- 29 octobre : combat de Duffel.

- 30 octobre :
  - Combat d'Arzfeld.
  - Combat de Clervaux.

- 31 octobre : combat de Stavelot.

## Naissances
- 4 octobre : Lewis Caleb Beck, chimiste et botaniste américain († 20 avril 1853).
- 14 octobre : Jean-Charles-Alphonse Avinain, criminel français († 28 novembre 1867).
- 15 octobre :
  - François-Auguste Biard, peintre français († 30 juin 1882).
  - Massimo d'Azeglio, penseur et acteur italien du Risorgimento († 15 janvier 1866).
- 28 octobre : Hippolyte François Jaubert, homme politique et botaniste français († 5 décembre 1874).
- 31 octobre : Ludwig Markus, historien, orientaliste et germaniste français d'origine allemande († 15 juillet 1843).
- Date inconnue : Ulysse Darracq, botaniste, pharmacien et naturaliste français († 12 janvier 1872).

## Décès
- 30 octobre : Karl Anton Hickel, peintre portraitiste autrichien (° 31 mars 1745).